# Освіта в Центральноафриканській Республіці

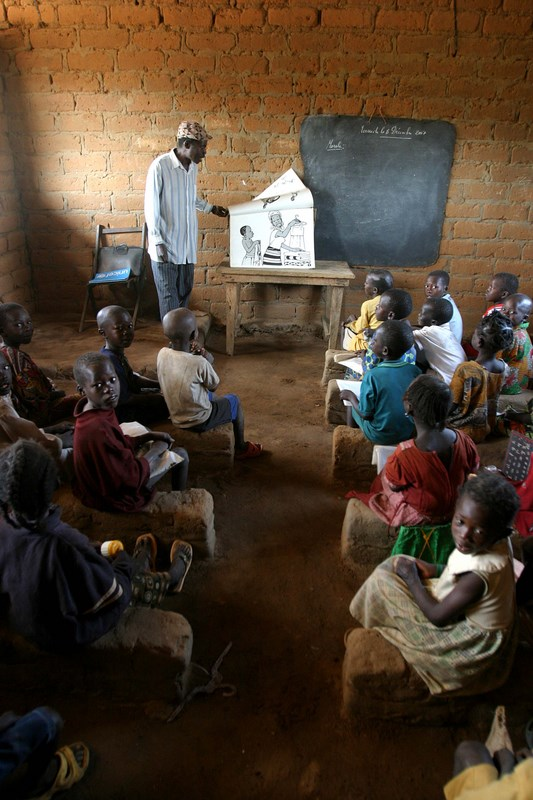
Класна кімната у Сам Кванджа, Центральноафриканська республіка

Освіта в Центральноафриканській Республіці є безкоштовною і обов'язковою у віці від 6 до 14 років. В період між 1996 та 1998 роками було закрито велику кількість шкіл через СНІД. У 1991 році показник охоплення початковою освітою був 56,9%. У 2000 році показник охоплення дітей освітою у віці від 6 до 11 років склав 43%. Хоча показники охоплення показують високий рівень прихильності до освіти, вони не завжди відображають участь дітей у школі. Дуже малий бюджет і заборгованість по заробітній платі призвели до браку вчителів і збільшення кількості вуличних дітей. Відсоток у бюджеті, який виділявся на освіту, традиційно становив менше 12%, хоча в 1990-ті був збільшений до 18 відсотків. За даними уряду, надалі він буде збільшуватися до 25%.